# 田边盛武

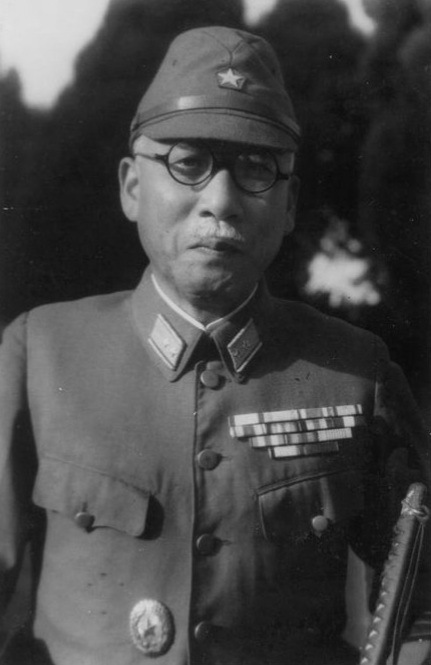
田邊盛武

田边盛武（1889年2月26日—1949年7月11日），石川县人，大日本帝国陆军中将，乙级战犯，南京大屠杀主要负责人之一，他的两个姐夫中村孝太郎和今村均也都是大日本帝国陆军大将。

## 生平
田边盛武的祖父是加贺藩的武士，明治维新后为陆军中佐。1910年，田边盛武从陆军士官学校毕业，后进入陆军大学校深造，石原莞尔和阿南惟几是他的同窗。
1937年10月，田边盛武被派遣到中国战场，在新成立的第10军任参谋长，后随军参加了南京战役和南京大屠杀。1938年2月14日，田边盛武返回日本并在次年10月晋升为陆军中将。不久后返回中国任第41师团师团长。1941年3月至11月，田边盛武任华北方面军参谋长，辅佐华北方面军司令长官多田骏策划了中条山会战。冈村宁次接替多田骏担任华北方面军司令长官后，田边盛武又试图诱降阎锡山，但以失败而告终。
1941年底，田边盛武返回日本任参谋本部副总参谋长，任上竭力反对偷袭珍珠港，主张将美军引诱到远离其基地的地区进行歼灭。日军在瓜达尔卡纳尔岛战役惨败后，田边盛武避免了前线日军的崩溃。
1943年底，田边盛武前往太平洋战场前线担任第7方面军下属的第25军司令长官，尽管田边盛武一直试图与政治保持距离，但他还是带头成立了苏门答腊中央咨询委员会并培训当地人担任行政领导职务，试图培育日本的政治傀儡。
第二次世界大战后，田边盛武被荷兰当局逮捕并被送往棉兰接受军事审判。荷兰指控他犯有战争罪，在1948年12月30日判处其死刑。1949年7月10日，田边盛武被绞死，终年60岁。